# تله‌ماک
تله‌ماک (انگلیسی: Telemach) شرکت مخابرات بوسنیایی است، که در سال ۲۰۰۵ تأسیس شد.